# William Sherard
William Sherard (Bushby, bij Leicester, 27 februari 1659 – Londen, 11 augustus 1728)
was een Engels botanicus.
Hij heeft vooral invloed gehad doordat hij de botanische namen in Mark Catesby's Natural History of Carolina en in Dillenius' Hortus Elthamensis heeft verzorgd, allebei werken waaruit Linnaeus veel namen overnam. Daarnaast verzorgde hij de postume uitgave van Paradisus Batavus van Paul Hermann (1646–1695), en Musaeum Zeylanicum van dezelfde auteur, en financierde hij werken van andere botanici.
Hij had een zeer uitgebreide correspondentie met alle bekende botanici uit zijn tijd. Uit het geld van zijn nalatenschap werd, in overeenstemming met zijn testament, een fonds geschapen waaruit de Sherardian Chair of Botany, een leerstoel in de botanie aan de Universiteit van Oxford werd bekostigd.

## Biografie
William was de oudste zoon van George Sherwood (of Sherard) en zijn tweede vrouw Mary. Hij had in elk geval nog een jongere broer, James (1666–1738). Hij kreeg zijn schoolopleiding op Merchant Taylors' School, in Londen. Op 11 juni 1677 werd hij aangenomen aan St John's College, Oxford. Op 11 december 1683 haalde hij zijn B.C.L. (Bachelor of Civil Law). Hij werd een "fellow of St John's College", waarschijnlijk al vóór hij zijn B.C.L. haalde maar de datum staat niet in de boeken. Op 23 juni 1694 haalde hij zijn D.C.L. (Doctor of Civil Law). Hij was dus in eerste instantie opgeleid als jurist.
Van St John's College kreeg hij op de dag dat hij zijn B.C.L. haalde toestemming om voor een periode van vijf jaar afwezig te zijn en overzeese reizen te maken, zonder zijn fellowship te verliezen. Die toestemming kreeg hij later nog twee keer. Intussen studeerde hij van 1686 tot 1688 botanie in Parijs, bij Joseph Pitton de Tournefort. In de zomer van 1688 verbleef hij enige tijd in Leiden, bij Paul Hermann, die hij in Parijs bij Tournefort had leren kennen. In 1689 reisde hij naar Genève, Rome en Napels, waar hij de flora bestudeerde, wat hij ook dichter bij huis deed, in Cornwall en Jersey. De lijst van planten die hij van die laatste twee locaties opstelde werd door John Ray overgenomen in zijn Synopsis methodica Stirpium Britannicarum (1690), de lijst met vermeldenswaardige planten uit het buitenland nam Ray op in Stirpium Europaearum Sylloge (1694).
In de zomer van 1690 vertrok Sherard naar Ierland als tutor van de dan negentien jaar oude Sir Arthur Rawdon (1670–1695), en verbleef tot de lente van 1694 in Moira, County Down. Later in 1694 maakte hij een reis naar het vasteland van Europa als tutor van Charles, burggraaf Townsend. Van midden 1695 tot december 1699 reisde hij door Frankrijk en Italië als tutor van Wriothesley (1680–1711), oudste zoon van William, Lord Russell. Tijdens die reis ontstond het idee voor een voortzetting van de Pinax van Gaspard Bauhin. De Pinax was weliswaar een uitgebreid werk maar Sherard kwam door het vele reizen ook veel planten tegen die niet in dat standaardwerk stonden. De rest van zijn leven bleef hij aan dat project werken.
In 1700 ging Sherard naar Badminton, South Gloucestershire, als tutor van Henry, tweede hertog van Beaufort (1684–1714). Hij bleef daar twee jaar, totdat zijn pupil 18 jaar geworden was. In die periode assisteerde hij ook John Ray bij het corrigeren van zijn manuscripten voor het laatste deel van de Historia Plantarum, waaraan hij "meer dan duizend planten" bijdroeg.
In juni 1702 werd hij, geholpen door vrienden, benoemd tot "Commissaris voor de zieken en gewonden en voor de uitwisseling van gevangenen", tegen een jaarlijkse vergoeding van 300 pond. Het volgende jaar werd hij echter consul in Smyrna (het huidige İzmir), en hij vertrok in juli naar die stad.
Wegens zijn blijvende afwezigheid werd zijn fellowship van St John's College in 1703 vervallen verklaard. In Smyrna hield hij zich bezig met oudheidkundig onderzoek en met botanie. Hij maakte verschillende reizen in Klein-Azië. In 1711 kocht hij een landhuis in Sedi-Keui (Seyde Köy, Gaziemir), een kilometer of tien van Smyrna. In hetzelfde jaar maakte hij een botanische excursie naar Halicarnassus. Hij verliet Smyrna eind 1716 of vroeg in het volgende jaar en keerde tegen Kerstmis 1717 terug in Londen. Dat hij er zo lang over deed kwam door een uitbraak van een niet nader gespecificeerde ziekte aan boord van het schip waarmee hij reisde, waardoor hij enige tijd in quarantaine doorbracht in Livorno. Van daar reisde hij over land verder, via Parijs in september, en Holland.
In 1718 werd hij als lid in de Royal Society gekozen. In Engeland werkte hij voornamelijk aan het ordenen van zijn collecties. In 1721, 1723 en 1727 maakte hij nog excursies naar het continent, waarbij hij onder anderen Herman Boerhaave in Leiden bezocht. In 1721 bezocht hij Vaillant in Parijs, die zijn einde voelde naderen en vreesde dat het boek over de flora van Parijs, waaraan hij 36 jaar had gewerkt, nooit zou uitkomen. Sherard haalde Boerhaave over om het manuscript en de platen van Aubriet te kopen teneinde het werk tot een goed eind te brengen. In datzelfde jaar haalde hij Johann Jacob Dillenius naar Engeland, met de bedoeling dat die hem zou assisteren bij het schrijven van de nieuwe Pinax. In 1723 assisteerde hij Boerhaave in Leiden bij het drukklaar maken van Vaillants werk.
Intussen had zijn broer James fortuin gemaakt als apotheker en besloten te gaan rentenieren. Hij kocht een huis met tuin in Eltham, Kent, en begon daar, geholpen door adviezen van zijn broer, in het begin nog vanuit Smyrna, een plantencollectie aan te leggen. De tuin van Eltham stak spoedig de Koninklijke Tuin van Parijs naar de kroon. De collectie groeide zo uitbundig dat er later zelfs vrijelijk planten werden uitgedeeld aan de hortus in Leiden en andere openbare instellingen. Als Dillenius zich niet met de Pinax bezighield, beschreef en tekende hij de collectie in de tuin van James.
William Sherard overleed op 11 augustus 1728 in Londen, en werd begraven in Eltham, waar zijn broer James een huis had. Hij liet 3000 pond na aan de Universiteit van Oxford als stichtingsfonds voor een leerstoel in de botanie. De eerste hoogleraar die de stoel bekleedde was in overeenstemming met Sherards testament Johann Jacob Dillenius. Sherard liet ook zijn collectie tekeningen, zijn herbarium en het manuscript van de Pinax na aan de Universiteit van Oxford, en zijn hele bibliotheek, 600 banden.

## Werk

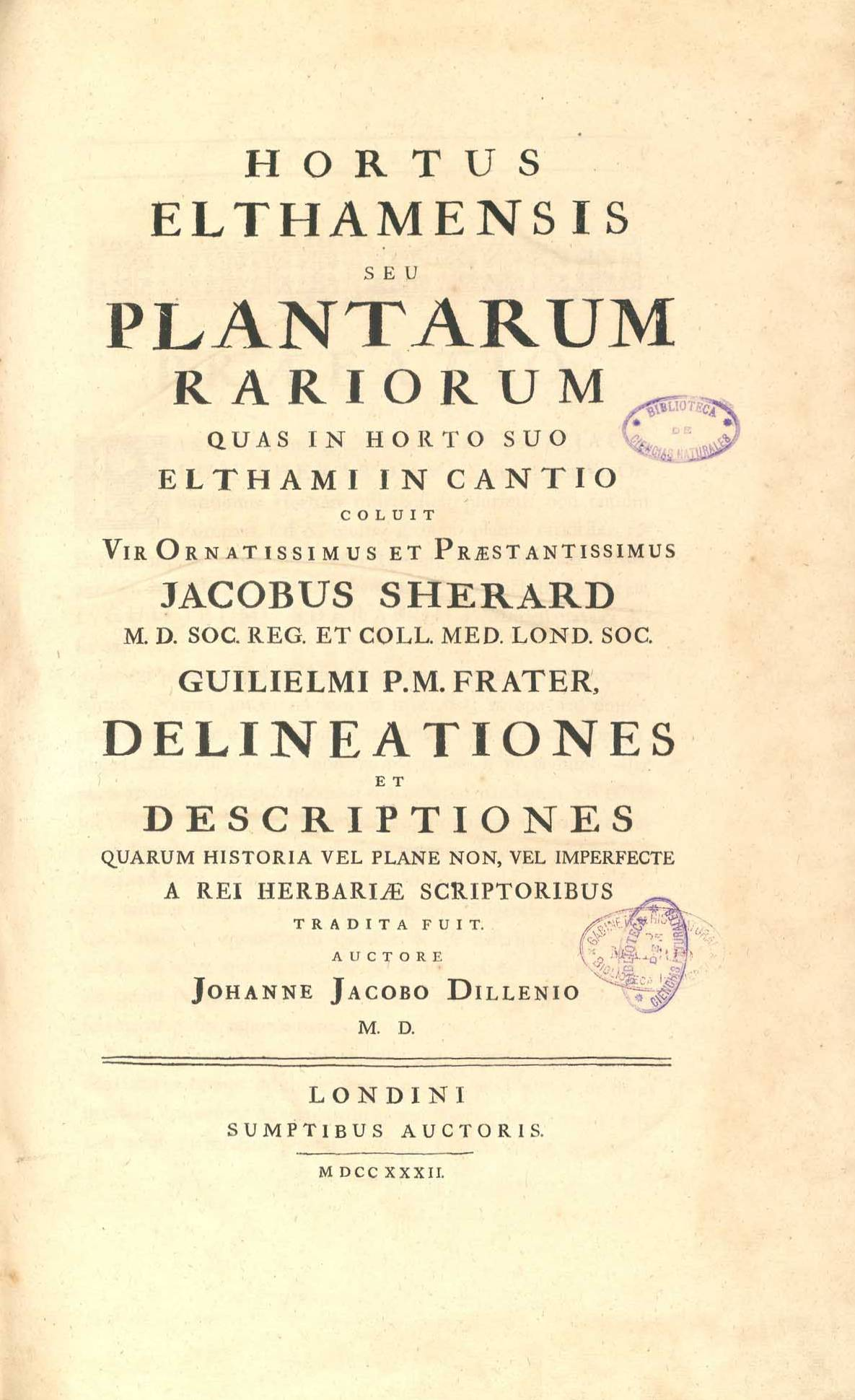
Titelpagina van Hortus Elthamensis

Sherard had een voor zijn tijd uitgebreide kennis van de botanie, met inbegrip van de cryptogamen. Hij had bij zijn werk in Smyrna aardig fortuin gemaakt en steunde vele minder gefortuneerde wetenschappers. Hij onderhield een uitgebreide correspondentie met veel van zijn vakgenoten en stond bij hen in hoog aanzien.
Sherard financierde werken van Paolo Boccone, Sébastien Vaillant, Giulio Pontedera en Pier Antonio Micheli. Hij werkte samen met John Ray, Johann Jacob Dillenius, Joseph Pitton de Tournefort, Paul Hermann, Herman Boerhaave en Mark Catesby. Hij bevond zich in het centrum van het botanisch onderzoek van zijn tijd, in een periode waarin de contouren van de taxonomie werden bepaald. Hij heeft mede vormgegeven aan de werken waarop Linnaeus bijna een halve eeuw later het invloedrijke taxonomische werk Species plantarum baseerde.
Maar waar hij zo veel deed om anderen te helpen hun werk gepubliceerd te krijgen, heeft hij zelf maar weinig geschreven. Naast een aantal artikelen in de Philosophical Transactions van de Royal Society, is zijn enige werk onder eigen naam (zij het initialen):
- Schola botanica, sive catalogus plantarum quas ab aliquot annis in Horto Regio Parisiensi Studiodis indigitavit vir clarissimus Joseph Pitton Tournefort ... ut et P. Hermanni ... Paradisi Batavi Prodromus, In quo Plantae rariores omnes, in Batavorum Hortis hactenus cultae, et plurimam partem a nemine antae descriptae recensentur. Edente in lucem S.W.A. [= Sherardo Wilhelmo Anglo] (Amsterdam, 1689). Online op Real Jardín Botánico Madrid.[17]
- Pinax, een uitbreiding van de Pinax van Gaspard Bauhin, waaraan Sherard 28 jaar heeft gewerkt, en daarna Dillenius, tot aan zijn dood in 1747, is nooit in gedrukte vorm verschenen. Het manuscript bevindt zich in de Sherardian Library, Oxford University.
- An account of the Poyson Tree in New England. By the honourable Paul Dudley, Esq., F.R.S.[18] A farther account of the same tree. By William Sherard, LL.D., R.S.S. in Philosophical Transactions of the Royal Society 31(1721): p. 147.[19]

Daarnaast verzorgde hij de uitgave van enkele andere werken of hielp bij het tot stand brengen:
- Paul Hermann (1698). Paradisus Batavus, postume uitgave voor de weduwe van Hermann.[4]
- Paul Hermann (1717). Musaeum Zeylanicum, postume uitgave.[5]
- Sébastien Vaillant (1727). Botanicon Parisiense, postume uitgave waarbij hij Boerhaave assisteerde[20]
- Mark Catesby (1731-1743). The Natural History of Carolina, waarvoor hij de wetenschappelijke namen verzorgde.[2]
- Johann Jacob Dillenius (1732). Hortus Elthamensis, waarvoor, blijkens de "praefatio", William (Guilielmus) de nomenclatuur heeft verzorgd.[3]

## Eponiemie

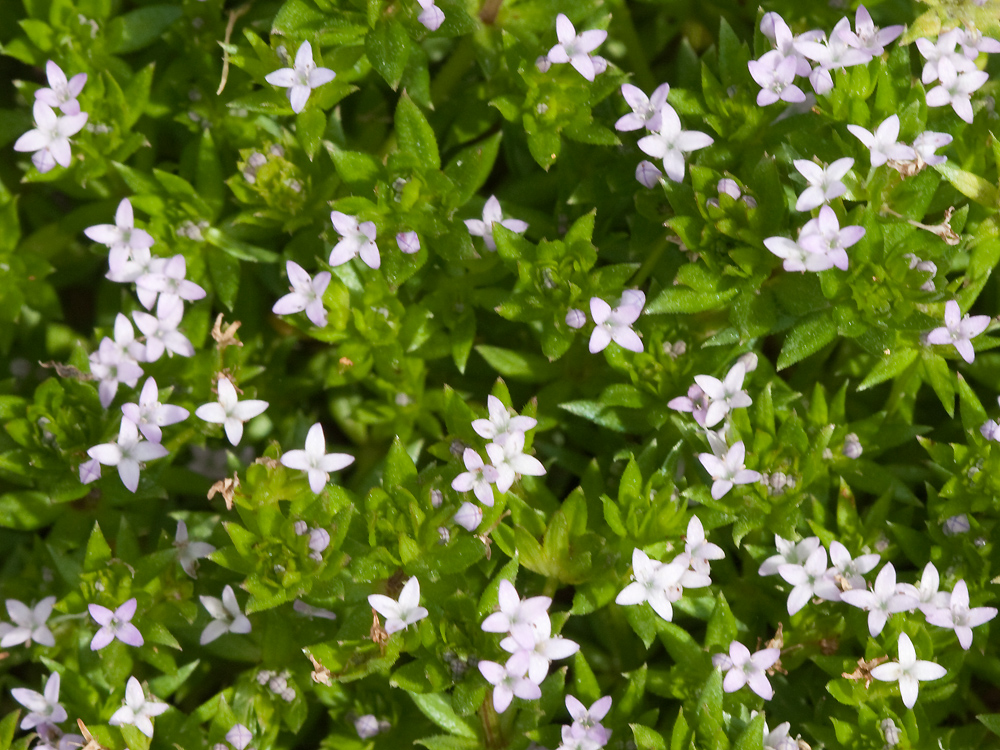
Sherardia arvensis (blauw walstro)

Zowel Vaillant, Pontedera als Dillenius gaven een plantengeslacht de naam Sherardia, vernoemd naar hem. Linnaeus nam de naam van Dillenius (uit 1719) over voor een geslacht nu in de familie Rubiaceae.
Vaillant noemde in 1718 een groep van acht soorten uit het geslacht Verbena naar Sherard maar Linnaeus verenigde ze weer met het geslacht Verbena.
Na Linnaeus hebben Philip Miller (1754) en Michel Adanson (1763) nog getracht dat geslacht weer in ere te herstellen omdat Vaillants naam de oudste was, maar zonder succes omdat Linnaeus' werk al snel de standaard voor namen werd en er dus al een geslacht Sherardia bestond. Giulio Pontedera (1688–1757) gaf, ook in 1718, een Zuid-Afrikaanse soort die nu bekend is als Galenia africana L. (familie Aizoaceae) de naam Sherardia.
Naast het geslacht kreeg nog een aantal planten een toenaam (epitheton) die naar Sherard verwijst. Enkele voorbeelden:
- Helianthemum sherardii Steud. (familie Cistaceae)
- Convolvulus sherardii Pursh (familie Convolvulaceae)
- Malva sherardiana L. (familie Malvaceae)
- Galium sherardia E.H.L.Krause (familie Rubiaceae)

- Bibliothèque nationale de France: cb104169438 (data)
- Author citation (botany): Sherard
- Gemeinsame Normdatei: 117625493
- International Standard Name Identifier: 0000 0000 2970 9815
- Library of Congress Control Number: n85099524
- Nederlandse Thesaurus van Auteursnamen: 069983267
- Istituto Centrale per il Catalogo Unico: PUVV167599
- SNAC: w6s02210
- Système universitaire de documentation: 075018357
- Virtual International Authority File: 68918647
- WorldCat: E39PBJhMf6Xdytm669KrkFB9Dq